# Nils Christie
Nils Christie (Oslo, 24 febbraio 1928 – Oslo, 27 maggio 2015) è stato un sociologo e criminologo norvegese. Christie è considerato uno dei principali critici della punizione e della reclusione nei tempi moderni.

## Biografia
Cresciuto a Oslo, in Norvegia, cominciò a
scrivere articoli e notizie sui giornali norvegesi già da adolescente.
Conseguì il master in sociologia nel 1952. L'incarico si basava su interviste con agenti carcerari dei campi di prigionia durante la seconda guerra mondiale. Nel 1966 è diventato il primo professore di criminologia della Norvegia. Ha lavorato presso la Facoltà di Giurisprudenza dell'Università di Oslo. Ha scritto libri che sono stati tradotti in diverse lingue, italiano compreso, ed è considerato un pioniere della criminologia sia in Norvegia che a livello internazionale. Temi centrali nella sua ricerca erano il carcere, i conflitti e il controllo della criminalità.
Ha ricevuto numerosi premi e riconoscimenti per il suo lavoro accademico. Nel 1996 gli è stato conferito il dottorato onorario dall'Università di Copenaghen.

## Opere (Edizioni italiane)
- Abolire le pene: Il paradosso del sistema penale,1985
- Il business penitenziario: La via occidentale al gulag, 1997
- Oltre la solitudine e le istituzioni. Comunità per gente fuori norma, 2001.